# Kokandi kánok listája
Az alábbi lista a Kokandi Kánság uralkodóit tartalmazza 1709-től 1876-ig.
| Uralkodó                       | Uralkodott                | Megjegyzés |
| ------------------------------ | ------------------------- | ---------- |
| Sahruh Bej (*1680 körül)       | kán: 1709, †1722          |            |
| Abdul Rahim Bej (*1700 körül)  | kán: 1722, †1734          |            |
| Abdul Kahrim Bej (*1701)       | kán: 1734, †1751          |            |
| Irdana Bej (*1720 k.)          | kán: 1751–1752, ld. alább |            |
| Bobobek                        | kán: 1752, †1753          |            |
| Irdana Bej (2x)                | kán: 1753, †1769          |            |
| Szulejman Bej                  | kán: 1769, †1770          |            |
| Narbuta Bej (*1749)            | kán: 1770, †1798          |            |
| Alim Kán (*1774)               | kán: 1798, †1809          |            |
| Muhammad Umar Kán (*1787)      | kán: 1809, †1822          |            |
| Muhammad Ali Kán (*1808)       | kán: 1822, †1842          |            |
| Sir Ali Kán (*1792)            | kán: 1842, †1845          |            |
| Murad Beg Kán (*1812)          | kán: 1845, †1845          |            |
| Muhammad Khudajar Kán (*1829)  | kán: 1845–1858, ld. alább |            |
| Muhammad Malla Bég Kán (*1812) | kán: 1858, †1862          |            |
| Sah Murad Kán                  | kán: 1862, †1862          |            |
| Muhammad Khudajar Kán (2x)     | kán: 1862–1863, ld. alább |            |
| Muhammad Szultan Kán           | kán: 1863, †1865          |            |
| Bil Bahcsi Kán                 | kán: 1865, †1865          |            |
| Muhammad Khudajar Kán (3x)     | kán: 1865–1875, †1886     |            |
| Naszruddin Kán                 | kán: 1875-ben, ld. alább  |            |
| Pulat Kán (*1844)              | kán: 1875-ben, †1876      |            |
| Naszruddin Kán (*1850)         | kán: 1875–1876, †1893     |            |

## Fordítás
- Ez a szócikk részben vagy egészben  a   Khanate of Kokand című angol Wikipédia-szócikk fordításán alapul.  Az eredeti cikk szerkesztőit annak laptörténete sorolja fel. Ez a jelzés csupán a megfogalmazás eredetét és a szerzői jogokat jelzi, nem szolgál a cikkben szereplő információk forrásmegjelöléseként.